# Nikolaj Hoffmann Buhl
Nikolaj Hoffmann Buhl (født i 1992) er en dansk sejler. Han startede i 2014 samarbejdet med Mads Emil Lübeck i bådtypen 49er. 
Ved verdensmesterskabet i Århus i 2018 opnåede Nikolaj Hoffmann Buhl og Mads Emil Lübeck en 11. plads og kvalificerede dermed en dansk 49er til OL 2020 i Tokyo.